# Amt Baruth/Mark
Das Amt Baruth/Mark, 1992 auch nur Amt Baruth, war ein 1992 gebildetes Amt in Brandenburg, in dem sich zwölf Gemeinden in den damaligen Kreisen Luckenwalde und Zossen (seit 1993 Landkreis Teltow-Fläming, Brandenburg) zu einem Verwaltungsverbund zusammengeschlossen hatten. Amtssitz war in der Stadt Baruth/Mark. Das Amt wurde 2001 wieder aufgelöst. Es hatte zuletzt (Ende 2000) insgesamt 4651 Einwohner.

## Geographische Lage
Das Amt Baruth/Mark grenzte im Norden an die Ämter Am Mellensee und Zossen, im Osten an das Amt Schenkenländchen, im Südosten und Süden an das Amt Unterspreewald, im Südwesten an das Amt Dahme/Mark und im Westen an die Ämter Niederer Fläming und Nuthe-Urstromtal.

## Geschichte
Am 3. Juli 1992 erteilte der Minister des Innern seine Zustimmung zur Bildung des Amtes Baruth, für dessen Zustandekommen der 16. Juli 1992 festgelegt wurde. Sitz der Amtsverwaltung war die Stadt Baruth/Mark. Folgende zwölf Gemeinden aus den damaligen Kreisen Luckenwalde und Zossen waren darin zusammengefasst (in der Reihenfolge der Nennung im Amtsblatt):
1. Ließen
2. Merzdorf
3. Petkus
4. Dornswalde
5. Groß Ziescht
6. Horstwalde
7. Klasdorf
8. Mückendorf
9. Paplitz
10. Schöbendorf
11. Radeland
12. Stadt Baruth (heute Baruth/Mark)

Am 31. Dezember 1997 schlossen sich die Gemeinden Groß Ziescht, Horstwalde, Mückendorf und Radeland und die Stadt Baruth/Mark zur neuen Stadt Baruth/Mark zusammen. Zum 31. Dezember 1999 schlossen sich Ließen, Merzdorf und Petkus zur neuen Gemeinde Petkus zusammen.
Zum 31. Dezember 2001 schlossen sich die Gemeinden Dornswalde, Klasdorf, Paplitz, Petkus, Schöbendorf und die Stadt Baruth/Mark zur neuen Stadt Baruth/Mark zusammen. Das Amt Baruth/Mark wurde ebenfalls zum 31. Dezember 2001 aufgelöst.

## Amtsdirektor
Im letzten Jahr seines Bestehens 2001 leitete Peter Schmidt das Amt stellvertretend.

## Belege
1. ↑  Historisches Gemeindeverzeichnis des Landes Brandenburg für 1875 bis 2005. 19.14 Landkreis Teltow-Fläming PDF
2. ↑  Bildung der Ämter Temnitz, Milow, Baruth, Neuhardenberg, Burg-Spreewald, Drebkau/Niederlausitz, Neuhausen und Peitz. Bekanntmachung des Ministers des Innern vom 30. Juni 1992. Amtsblatt für Brandenburg - Gemeinsames Ministerialblatt für das Land Brandenburg, 3. Jahrgang, Nummer 54, 31. Juli 1992, S. 966/7.
3. ↑  Zusammenschluß der Gemeinden Groß Ziescht, Horstwalde, Mückendorf, Radeland und der Stadt Baruth/Mark zu einer neuen Stadt Baruth/Mark. Bekanntmachung des Ministeriums des Innern vom 23. Dezember 1997. Amtsblatt für Brandenburg Gemeinsames Ministerialblatt für das Land Brandenburg, 9. Jahrgang, Nummer 2, 22. Januar 1998, S. 24.
4. ↑  Bildung einer neuen Gemeinde aus den Gemeinden Ließen, Merzdorf und Petkus. Bekanntmachung des Ministeriums des Innern vom 20. Dezember 1999. Amtsblatt für Brandenburg Gemeinsames Ministerialblatt für das Land Brandenburg, 11. Jahrgang, Nummer 1, 11. Januar 2000, S. 2.
5. ↑  Bildung einer neuen Stadt Baruth/Mark. Bekanntmachung des Ministeriums des Innern vom 13. Dezember 2001. Amtsblatt für Brandenburg Gemeinsames Ministerialblatt für das Land Brandenburg, 12. Jahrgang, 2001, Nummer 52, Potsdam, den 27. Dezember 2001, S. 897 PDF
6. ↑  Allein kann man wenig bewegen. Dörfer im Amt Baruth entscheiden am Sonntag über Zukunft der Region  vom. In: Märkische Allgemeine. 19. Oktober 2001, archiviert vom Original; abgerufen am 21. Oktober 2024.